# Gare de Gramat
Gare de Gramat vasútállomás Franciaországban, Gramat településen.

## Vasútvonalak
Az állomást az alábbi vasútvonalak érintik:
- Brive-la-Gaillarde–Toulouse-vasútvonal

## Kapcsolódó állomások
A vasútállomáshoz az alábbi állomások vannak a legközelebb:
- Gare de Rocamadour - Padirac
- Gare d’Assier